# Liste de films tournés dans le département de Tarn-et-Garonne
Un certain nombre d'œuvres cinématographiques et télévisuelles ont été tournés dans le département de Tarn-et-Garonne.
Voici une liste à compléter de films, téléfilms, feuilletons télévisés, films documentaires... tournés dans le département de Tarn-et-Garonne, classés par commune, lieu de tournage et date de diffusion.
- Haut – A
- B
- C
- D
- E
- F
- G
- H
- I
- J
- K
- L
- M
- N
- O
- P
- Q
- R
- S
- T
- U
- V
- W
- X
- Y
- Z

## A
- Auvillar
  - 1983 : La Matiouette ou l'Arrière-pays de André Téchiné.
  - 1986 : Le Lieu du crime de André Téchiné.

## B
- Beaumont-de-Lomagne
  - 2011 : Calibre 9 de Jean-Christian Tassy

- Bouloc
  - 2014 : Du goudron et des plumes de Pascal Rabaté

- Bruniquel (Tarn-et-Garonne)
  - 1975 : Le Vieux Fusil (Les Productions Artistes Associés, 1975) de Robert Enrico

## C
- Castelsarrasin
  - 2001 : Voyance et manigance de Éric Fourniols

- Caussade
  - 1921 : Les Trois Mousquetaires de Henri Diamant-Berger

- Caylus
  - 2011 : Forces spéciales de Stéphane Rybojad

## E
- Escatalens
  - 2010 : Le Café du pont de Manuel Poirier

## L
- Lizac
  - 1986 : Le Lieu du crime de André Téchiné.

## M
- Moissac
  - 1986 : Le Lieu du crime de André Téchiné.
  - 2005 : Saint-Jacques… La Mecque de Coline Serreau

- Montauban
  - 1966 : La Bourse et la Vie de Jean-Pierre Mocky
  - 1974 : Lacombe Lucien de Louis Malle
  - 1975 : Le Vieux Fusil de Robert Enrico
  - 2014 : Du goudron et des plumes de Pascal Rabaté

## P
- Puygaillard-de-Quercy
  - 1999 : Fait d'hiver de Robert Enrico

## S
- Saint-Antonin-Noble-Val
  - 2001 : Charlotte Gray de Gillian Armstrong
  - 2014 : Les recettes du bonheur de Lasse Hallström